# Östhammar

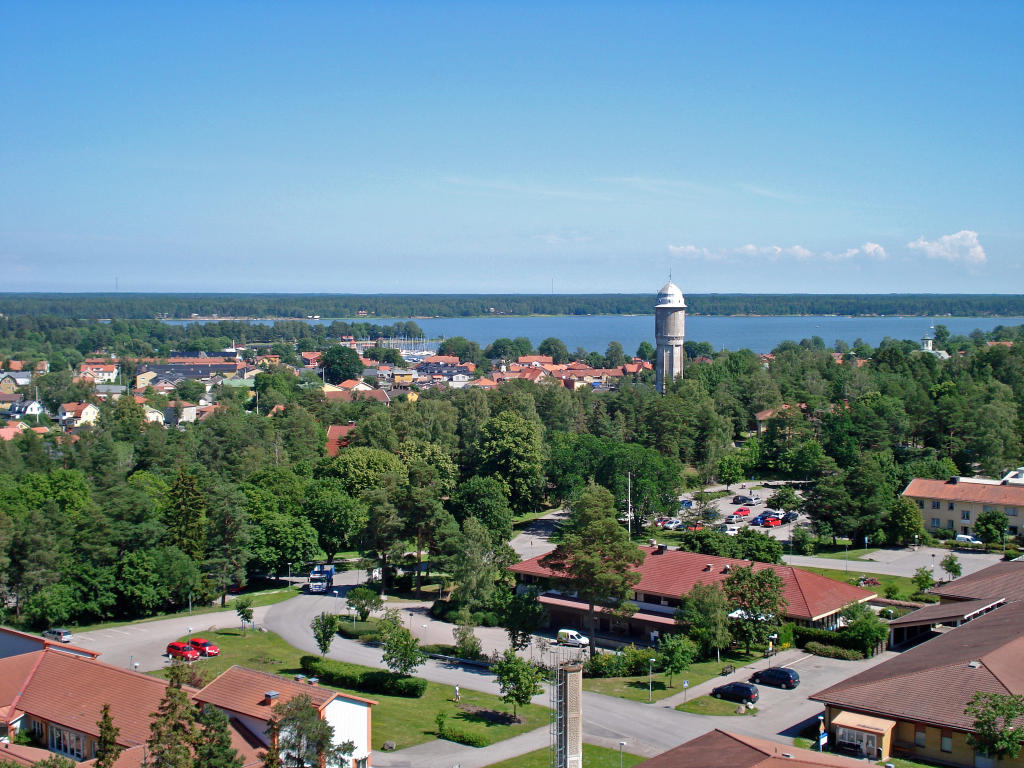
Blick auf das Zentrum von Östhammar

Östhammar ist ein Ort (tätort) in der schwedischen Provinz Uppsala län und der historischen Provinz Uppland. Der Ort ist auch Hauptort der gleichnamigen Gemeinde.

## Lage
Östhammar liegt 4 km vom Östhammarsfjorden entfernt. Benachbarte Orte sind Norrskedika (nordwestlich) und Öregrund (nordöstlich, jenseits des Fjords). Die nächstgelegene größere Stadt ist Uppsala, (südwestlich) etwa 60 km Luftlinie.

## Geschichte und Namensgebung

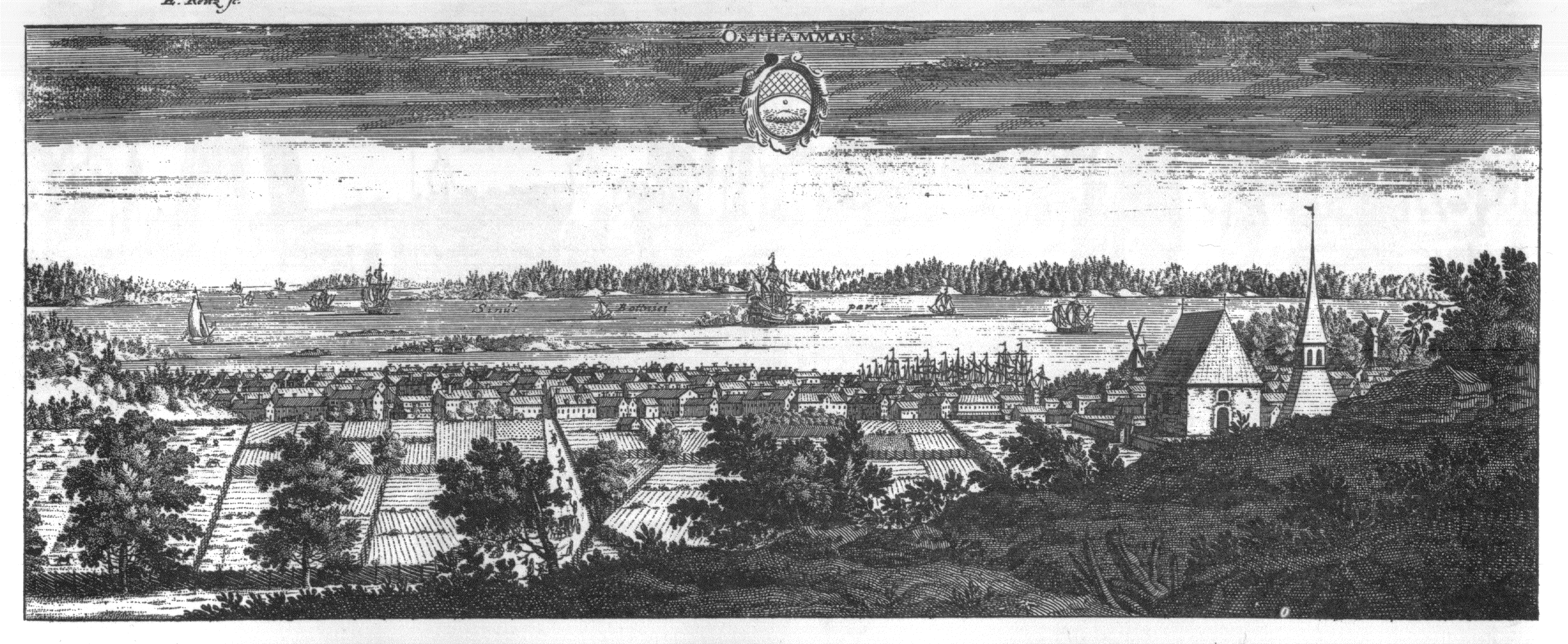
Historische Stadtansicht mit Kirche, um 1700

Östhammar wurde erstmals im Jahr 1368 urkundlich erwähnt, als Albrecht von Mecklenburg der Stadt Privilegien ausfertigte. Jedoch war Östhammar schon in früheren Zeiten ein gut besuchter Handelsplatz, wovon einige archäologische Grabungen künden. Auf der Fläche des heutigen Stadtzentrums sind aber keine Siedlungsfunde gemacht worden. Unmittelbar außerhalb der ursprünglichen Stadtgrenze gibt es spätmittelalterliche Kulturschichten aus dem ältesten Ort (Gammelbyn). Es gibt auch einige Funde aus der Wikingerzeit.
Im späten 14. und frühen 15. Jahrhundert gab es in der Nähe der Stadt eine schöne Burg und Festung, Östhammarshus, die 1434 während des Befreiungskrieges vom dänischen Landvogt niedergebrannt wurde. Reste der Grundmauern sind jedoch erhalten.
Die Stadtprivilegien gingen 1491 an den Nachbarort Öregrund, weil die meisten Bewohner dorthin umziehen durften; das Wasser des Fjords war soweit zurückgegangen, dass keine Fischerei mehr betrieben werden konnte. Östhammar erhielt die Stadtrechte aber 1539 wieder zurück. Im Jahr 1651 weihte die Stadt ihr Rathaus ein und 1663 erhielten die Bewohner von der Regierung die Erlaubnis, eine Kirche zu bauen.
Im Sommer 1719 wurde die gesamte Stadt von einem russischen Flottengeschwader erobert und zerstört. Die Bürger blieben jedoch hier und bauten ihre Häuser und Amtsgebäude wieder auf. Ein großer Stadtbrand verwüstete 1795 die Stadt erneut, sie entstand trotzdem wieder aus der Asche. Die Einwohner und Randbewohner waren zu dieser Zeit überwiegend Fischer, die sich auf Heringsfang spezialisiert hatten. Darauf weist auch das Stadtwappen hin.
In den nachfolgenden Jahrhunderten entstanden weitere Bauwerke für die Kommune und die Kirchengemeinde wie die Östhammars Missionskirka.
Hammar bedeutet steiniger Hügel und öst bezeichnet die Lage (östlich).

## Sehenswürdigkeiten (Auswahl)
- Östhammars Wasserturm, in dem das Heimatmuseum untergebracht ist
- Alte Feuerwache
- Rathaus am Rathausplatz mit historischem Kopfsteinpflaster, umgeben von einigen alten pastellfarbig angestrichenen Holzhäusern[4]
- Digital-Museum[5]

## Bevölkerungsentwicklung
| Jahr      | 1950  | 1960  | 1970  | 1980  | 1990  | 2000  | 2010  | 2020  |
| --------- | ----- | ----- | ----- | ----- | ----- | ----- | ----- | ----- |
| Einwohner | 1.730 | 1.663 | 2.668 | 4.394 | 4.776 | 4.505 | 4.534 | 4.976 |

Quelle: Landareal per tätort, folkmängd och invånare per kvadratkilometer. Vart femte år 1960 - 2016. Statistiska centralbyrån (schwedisch);  Angaben des Statischen Landesbüros (Landfläche pro Ballungsraum, Bevölkerung und Einwohner pro Quadratkilometer. Jedes fünfte Jahr 1960-2016)

## Persönlichkeiten
- Gudrun Sjödén (* 1941), Modedesignerin
- Lars Molin (1942–1999), Schriftsteller, lebte einige Zeit in der Stadt